# Al-Hurayf
Al-Hurayf (tiếng Ả Rập: الحريف) là một ngôi làng Syria nằm trong phó huyện Masyaf thuộc huyện Masyaf, nằm ở phía tây Hama. Theo Cục Thống kê Trung ương Syria (CBS), Hurayf có dân số 1.789 người trong cuộc điều tra dân số năm 2004.